# Tbilisisjön
Tbilisisjön, eller Tbilisireservoaren (georgiska: თბილისის წყალსაცავი, Tbilisis tsqalsatsavi) är en konstgjord sjö i utkanten av Georgiens huvudstad Tbilisi. Sjön är 8,75 kilometer lång och 2,85 kilometer bred. Den öppnades 1953 och har blivit ett populärt rekreationsområde. Det finns i dagsläget planer på att utveckla området kring Tbilisisjön till en rekreationspark med ett flertal sportanläggningar.